# Koziniec (Basse-Silésie)
Pour les articles homonymes, voir Koziniec.
Koziniec est une localité polonaise de la gmina et du powiat de Ząbkowice Śląskie en voïvodie de Basse-Silésie.

## Histoire
De 1742 à 1945, Löwenstein fait partie de l'arrondissement de Frankenstein-en-Silésie dans le district de Breslau au sein de la province de Silésie.